# Godzilla: Tokyo S.O.S.
Godzilla: Tokyo S.O.S. (ゴジラ×モスラ×メカゴジラ 東京SOS, Gojira Mosura Mekagojira Tōkyō Esu-Ō-Esu) é um filme kaiju japonês de 2003 dirigido por Masaaki Tezuka, com efeitos especiais feitos por Eiichi Asada. Distribuído pela Toho e produzido pela sua subsidiária Toho Pictures, é o vigésimo oitavo filme da franquia Godzilla, e o quinto filme da franquia Millennium series, o vigésimo sétimo filme do Godzilla feito pela Toho, e é uma sequência direta do filme de 2002 Godzilla Against Mechagodzilla. O filme possuí a presença dos personagens Godzilla e Mothra, junto com o personagem e vilão mecha chamado Mechagodzilla, que é chamado no filme pelo nome Kiryu.
Godzilla: Tokyo S.O.S. é estrelado por Noboru Kaneko, Miho Yoshioka, Mitsuki Koga, Masami Nagasawa, Chihiro Otsuka, Kou Takasugi, Hiroshi Koizumi e Akira Nakao, com Tsutomu Kitagawa como Godzilla e Motokuni Nakagawa como Kiryu. É a única parcela do período Millennium da franquia a compartilhar continuidade com um filme anterior de Godzilla, além do filme original de 1954, e também compartilha conexões com Mothra (1961).
O filme seguinte da franquia, Godzilla: Final Wars, foi lançado em 4 de dezembro de 2004.

## Enredo
Em 2004, Kiryu passa por reparos e modificações após sua batalha com Godzilla um ano antes,  enquanto seu piloto remoto Akane Yashiro é enviado aos Estados Unidos para treinamento adicional, com Kyosuke Akiba tomando seu lugar caso Godzilla retorne enquanto ela estiver fora. No entanto, os Shobijin alertam o governo japonês que Godzilla continua retornando ao país porque eles usaram o esqueleto original de Godzilla na construção de Kiryu. Se eles devolverem os ossos ao mar, Mothra tomará o lugar de Kiryu na defesa do Japão. Devido ao ataque de Mothra ao Japão em 1961, o primeiro-ministro Hayato Igarashi se recusa, mas concorda em descontinuar Kiryu assim que ele matar Godzilla. Godzilla e Mothra lutam, mas o primeiro leva a melhor. Com os reparos concluídos, o governo envia Kiryu, mas Godzilla derruba tanto ele quanto Mothra.
Enquanto isso, na Ilha Infant, larvas gêmeas de Mothra eclodem do ovo de Mothra e correm para ajudar sua mãe. Enquanto o cientista-chefe Yoshito Chujo usa uma escotilha de manutenção para entrar e consertar Kiryu a partir de sua cabine de backup interna, as Forças de Autodefesa Xenomorfas do Japão (JXSDF) e as larvas tentam segurar Godzilla, mas Mothra se sacrifica para proteger Godzilla do hálito atômico de Godzilla enquanto um ataque separado deforma a escotilha de manutenção de Kiryu, prendendo Yoshito lá dentro. Mesmo assim, Yoshito conclui os reparos, permitindo que Kiryu enfraqueça Godzilla. Enquanto as larvas o prendem em seda e Akiba recebe a ordem de matar Godzilla, o espírito de Kiryu é despertado por seu rugido. O ciborgue levanta Godzilla e usa seus propulsores para levá-los para o mar. Depois que o colega piloto de Akiba, Azusa Kisaragi, explode a escotilha, Kiryu se vira para deixar Yoshito escapar antes que a nave mergulhe no oceano e seja levada para uma trincheira subaquática com Godzilla.
Em uma cena pós-créditos, um laboratório não revelado é mostrado com recipientes contendo o DNA de vários kaiju.

## Elenco
- Noboru Kaneko - Yoshito Chujo
- Miho Yoshioka - JXSDF Lt. Azusa Kisaragi
- Mitsuki Koga - Kiryu Operator Kyosuke Akiba
- Masami Nagasawa e Chihiro Otsuka - Shobijin
- Hiroshi Koizumi - Dr. Shinichi Chujo
- Yumiko Shaku - JXSDF First Lt. Akane Yashiro
- Koh Takasugi - JXSDF Colonel Togashi
- Kenta Suga - Shun Chujo
- Akira Nakao - Prime Minister Hayato Igarashi
- Koichi Ueda - General Dobashi
- Naomasa Rokudaira - Goro Kanno
- Yūsuke Tomoi - Lieutenant Susumu Hayama
- Tsutomu Kitagawa - Godzilla
- Motokuni Nakagawa - Kiryu

## Recepção

### Bilheteria
Godzilla: Tokyo S.O.S. estreou em 14 de dezembro de 2003 em uma sessão dupla com o filme de animação Hamtaro: Ham Ham Grand Prix. Em seu fim de semana de estreia, ficou em terceiro lugar nas bilheterias, arrecadando US$ 1.686.009.

### Resposta crítica
Godzilla: Tokyo S.O.S. recebeu críticas geralmente positivas de críticos jornalísticos após seu lançamento em DVD. John Sinnott do DVD Talk deu quatro estrelas de cinco ao Tokyo SOS, dizendo:
| “ | Há alguns problemas com este filme, mas, no fim das contas, eu realmente gostei... Embora pareça voltado para um público mais jovem, sem muita trama ou caracterização, ainda assim foi muito divertido. As cenas de luta foram emocionantes e, embora ocupassem a maior parte do filme, nunca se arrastaram ou se tornaram entediantes. | ” |

Dando ao filme uma nota de três de cinco, Stomp Tokyo disse que "o enredo é bastante simplista e os relacionamentos dos personagens são pintados em traços largos", mas acrescentou que o filme "[apresenta] a melhor ação de monstros que a Toho já produziu". Joseph Savitski, do Beyond Hollywood, criticou o "roteiro pouco inspirado" do filme, que ele escreveu ter "ideias [que] nunca são totalmente desenvolvidas", mas acrescentou que o filme é "bem feito" e "faz 91 minutos divertidos". Mark Zimmer, do Digitally Obsessed, deu a Tokyo SOS uma nota "B", chamando-o de "um filme de ação divertido o suficiente com explosões e destruição de Tóquio suficientes para satisfazer fãs obstinados e casuais".
No Rotten Tomatoes, o filme tem uma taxa de aprovação de 80% com base em 5 avaliações, com uma média de classificação de 6,5/10.